# Only Girl (In the World)
"Only Girl (In the World)" là một bài hát của nữ ca sĩ người Barbados Rihanna nằm trong album phòng thu thứ năm Loud (2010) của cô, được phát hành làm đĩa đơn chủ đạo của album vào ngày 10 tháng 9 năm 2010. Crystal Johnson sáng tác bài hát này cùng với các nhà sản xuất Stargate và Sandy Vee. Rihanna liên hệ với Stargate trước khi bắt tay vào sản xuất Loud và cô yêu cầu họ tạo ra một bài nhạc sôi động có tiết tấu nhanh. "Only Girl (In the World)" là ca khúc đầu tiên được sáng tác cho album, và nữ ca sĩ người Barbados quyết định đưa ca khúc này vào danh sách bài hát của album ngay trước khi cô thu âm cho bài hát. "Only Girl (In the World)" là một ca khúc thuộc thể loại dance-pop và Eurodance, được biên soạn và phối khí bằng dụng cụ bass đập mạnh và synthesizer. Nội dung lời bài hát nói về khao khát của Rihanna được người cô yêu chiếm lấy thể xác, như thể cô là  người con gái duy nhất còn tồn tại trên thế giới này.
"Only Girl (In the World)" nhận được nhiều phản ứng tích cực của các nhà phê bình. Nhiều cây bút khen ngợi quá trình sáng tác và quyết định của Rihanna về việc rời khỏi bối cảnh tăm tối trong album Rated R (2009) trước đó của cô. Bài hát leo lên vị trí đầu bảng ở bảng xếp hạng Billboard Hot 100 Hoa Kỳ, sau hai tuần tính từ đĩa đơn thứ hai của Loud là "What's My Name?" nhảy cóc lên vị trí dẫn đầu. "Only Girl (In the World)" trở thành đĩa đơn chủ đạo đầu tiên của một album trong lịch sử bảng xếp hạng leo lên vị trí quán quân muộn hơn đĩa đơn thứ hai. Tại Anh Quốc, bài hát dành hai tuần ở vị trí số một và được xếp thứ 19 trong danh sách đĩa đơn của một nghệ sĩ nữ bán chạy nhất mọi thời đại, nhờ vào tổng doanh số trên một triệu bản. "Only Girl (In The World)" còn đạt được thành công về mặt thương mại ở các quốc gia khác. Đĩa đơn soán ngôi đầu bảng ở các bảng xếp hạng Canada, Scotland, Úc, New Zealand, Ireland, Áo, Bỉ, Ba Lan, Ý, Romania, Hungary, Na Uy và Slovakia, đồng thời leo lên được vị trí top 2 tại các thị trường như Pháp và Đức.
Rihanna trình diễn "Only Girl (In the World)" trong chương trình Saturday Night Live ở Hoa Kỳ, The X Factor ở Anh Quốc và phiên bản ngắn tại Giải Brit lần thứ 31. Cô còn biểu diễn bài hát này trong chương trình giữa hiệp Super Bowl LVII liên khúc với "Where Have You Been". Anthony Mandler là người đạo diễn cho video âm nhạc của bài hát, và các nhà phê bình khen ngợi chủ đề sáng và đầy màu sắc trong đó. Nội dung của video âm nhạc nói về Rihanna đang bơ vơ ca hát một mình ở giữa khung cảnh thiên nhiên bát ngát, đồng thời thể hiện cô là người phụ nữ duy nhất trên thế giới này nhằm tô đậm ý nghĩa của tiêu đề và lời bài hát. "Only Girl (In the World)" giành giải Grammy cho thu âm nhạc dance/điện tử xuất sắc nhất tại buổi lễ lần thứ 53 vào năm 2011.

## Bối cảnh
Khoảng đầu năm 2009, nhiều phương tiện truyền thông đại chúng dự đoán rằng trong album phòng thu thứ tư của Rihanna sẽ có một hoặc nhiều bài hát kể về sự việc hành hung của Chris Brown. Nam ca sĩ kiêm nhà sản xuất âm nhạc Ne-Yo đính chính rằng Rihanna sẽ không làm nhạc về vụ việc trong album mới. Album Rated R được lên kệ vào tháng 11 năm 2009 mang đậm màu sắc pop lẫn R&B, và pha trộn cùng với những yếu tố thể loại hip-hop, dancehall và rock. Sau khoảng thời gian phát hành và quảng bá Rated R, Rihanna bắt đầu thực hiện album phòng thu thứ năm và cam kết rằng nhạc phẩm mới của cô sẽ "ngổ ngáo, vui nhộn, cửa cẩm và tràn đầy năng lượng". Trong một cuộc phỏng vấn với MTV Anh, phó chủ tịch hãng đĩa Def Jam Recordings Bu Thiam đã phát biểu rằng album kế tiếp của Rihanna có thể giống như một trong những album bán chạy nhất thế giới Thriller của Michael Jackson. Rihanna hợp tác cùng Antonio "L.A." Reid để thành lập một đội ngũ hơn 50 nhà sáng tác chuyên nghiệp đảm nhận công việc tại hầu hết phòng thu lớn bên thành phố Los Angeles do hãng đĩa Def Jam Recordings thuê lại gần như toàn bộ để độc quyền viết nhạc album mới trong vòng hai tuần cho nữ ca sĩ. Sau thời gian đó, nhóm đội ngũ tác giả sáng tác và sản xuất khoảng 200 bài hát cho Rihanna, nhưng chỉ có những bài hay nhất trong số đó là được chọn đưa vào album Loud, trong đó có "Only Girl (In the World)".

## Thu âm và phát hành

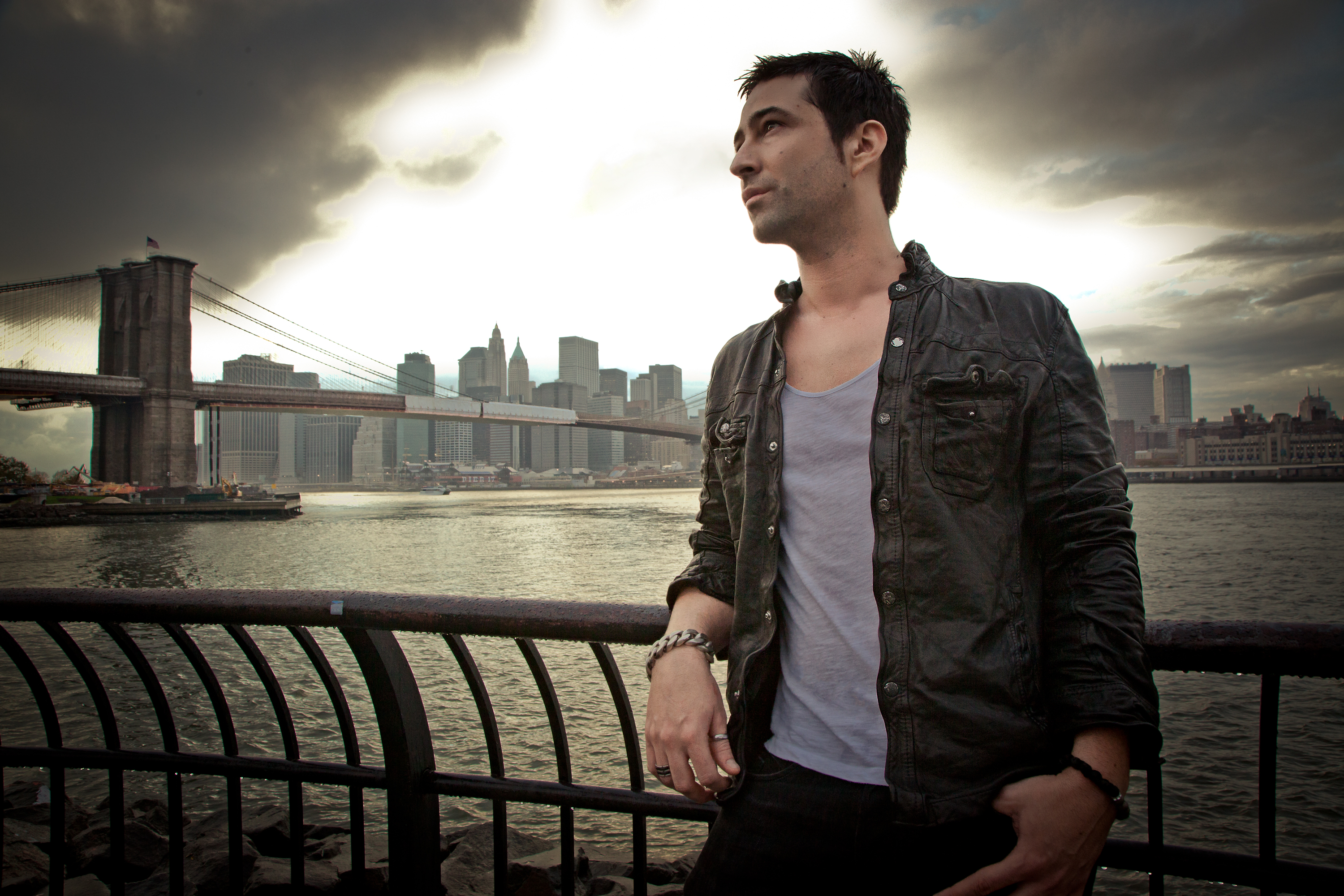
Sandy Vee (trong hình) là người đồng sáng tác và sản xuất "Only Girl (In the World)".

"Only Girl (In the World)" được Crystal Johnson soạn lời cùng với các nhà sản xuất Stargate và Sandy Vee. Rihanna trước đó từng hợp tác với Stargate trong các đĩa đơn "Hate That I Love You", "Don't Stop the Music" và "Rude Boy". Tháng 2 năm 2011, Stargate cho biết Rihanna đã đến gặp bộ đôi sản xuất người Na Uy rồi bắt tay vào thu âm cho dự án không tựa đề sau này. Họ tiết lộ thêm rằng nữ ca sĩ người Barbados muốn được vui sướng và sản xuất các ca khúc thật nhộn nhịp và mang tiết tấu nhanh. Theo lời kể của Tor Erik Hermansen thuộc đội ngũ Stargate, "Only Girl (In the World)" là ca khúc đầu tiên được sáng tác cho album Loud. Rihanna quyết định đưa bài hát đó vào album trước, rồi mới tiến hành thu âm sau. Bên cạnh đó, nữ ca sĩ người Mỹ Katy Perry cũng nghe được và muốn đảm nhận "Only Girl", nhưng Stargate sáng tác cho Rihanna và nữ ca sĩ người Barbados đã đồng ý từ trước. Trong một cuộc trò chuyện webchat với người hâm mộ, Rihanna tiết lộ cô muốn tiến thêm một bước nâng cấp kế tiếp với vai trò là một nghệ sĩ: "Tôi không muốn phải cải lùi và làm lại Good Girl Gone Bad. Tôi muốn bước kế tiếp cho sự tiến hoá của Rihanna, và điều đó sẽ thật hoàn hảo cho chúng ta. Các bạn đã luôn luôn bao bọc che chở tôi, cho nên bây giờ các bạn cũng sẽ được [tôi] báo đáp bằng một vài bản nhạc hay." Nữ ca sĩ cho rằng "Only Girl (In the World)" có "âm thanh khủng" còn hơn cả "Rude Boy", và cô phải chuẩn bị tinh thần cũng như nghỉ giọng vài ngày rồi mới tiến hành thu âm bài hát.
Quá trình thu âm Loud được diễn ra từ tháng 2 năm 2010 cho đến tháng 8 cùng năm, và đây là khoảng thời gian Rihanna còn thực hiện chuyến lưu diễn Last Girl on Earth cũng như ghi hình bộ phim mà nữ ca sĩ góp mặt đầu tiên, Chiến hạm (2012). Trước khi Rihanna thu âm, Johnson đã hát bản demo "Only Girl (In the World)" và gửi cho nữ ca sĩ người Barbados. Tất cả mọi thứ của bài hát đều đã hoàn chỉnh từ trước kể cả những tiếng cười khúc khích và những câu ứng khẩu ở dòng lời đầu tiên. Tuy Rihanna hiếm khi là người tham gia viết nhạc nhưng cô vẫn nhiệt tình đảm nhận ca khúc và tái tạo lại theo phong cách của bản thân. Về quá trình, phần phối khí của "Only Girl (In the World)" được sản xuất bởi Mikkel Storleer Eriksen của nhóm Stargate và Miles Walker ở phòng thu Roc the Mic tại thành phố New York và Westlake Recording ở Los Angeles. Để sản xuất bài hát, Stargate chuẩn bị sẵn hàng chục bản nhạc được tạo ra bằng cách sử dụng đàn phím để trộn âm cho đến khi tìm ra ý tưởng nhờ vào tiến trình hợp âm chính của bài hát hoặc đoạn riff. Sau đó, nhóm sản xuất tận dụng nhiều loại âm thanh và đoạn nhịp được lập trình sẵn để hoàn thiện "Only Girl (In the World)", và Hermansen cho rằng phương pháp này giống "những hương vị mới đang chờ đợi nhà sản xuất nước giải khát hoặc khoai tây chiên phù hợp xuất hiện." Ngoài ra, Vee cũng thực hiện sản xuất khí nhạc tại The Bunker ở thủ đô Paris, đồng thời phụ trách làm bản phối. Kuk Harrell phụ trách sản xuất chất giọng của Rihanna, và thu âm nữ ca sĩ cùng với Josh Gudwin và Marcos Tovar. Inaam Haq, Dane Liska và Brad Shea ghi âm giọng hát nền. "Only Girl (In the World)" được Phil Tan phối trộn tại Ninja Beat Club, còn phần kỹ thuật âm thanh thì được chính tay Damien Lewis thực hiện. Eriksen, Vee và Hermansen là những người hoàn thiện phần nhạc nền ở giai đoạn cuối cùng, và Johnson sẽ phụ trách hát bè.
Phần ảnh bìa đĩa đơn "Only Girl (In the World)" được cho là tiếp tục đi theo chủ đề bán khỏa thân tương tự như Rated R nhưng lại sử dụng gam màu đỏ, do đây là đĩa đơn chuyển tiếp giữa hai chủ đề album. Trong bức ảnh, Rihanna đang quỳ gối khỏa thân ở giữa cánh đồng và ôm lấy một chiếc váy đỏ để che đi phần thân trần; cô mang vòng cổ và đeo một chiếc băng ở cánh tay, hình xăm dọc phần hông của nữ ca sĩ cũng có thể được nhìn thấy rõ ràng. Biểu tượng chữ 'R' của Rihanna được đặt ở góc trên bên trái bìa đĩa, còn ở giữa phía dưới là tựa đề ca khúc. Ngày 31 tháng 8 năm 2010, Rihanna đăng thông báo trên Twitter có tag tên người dùng của Ryan Seacrest rằng trong vòng dưới 10 ngày nữa, cô sẽ tung ca khúc đặc biệt mà mọi người sẽ nghe đi nghe lại giống như cô gái duy nhất trên thế giới này. Vài hôm sau, nữ ca sĩ thông báo sẽ công chiếu "Only Girl (In the World)" trên trang web On Air with Ryan Seacrest vào ngày 7 tháng 9 lúc 3 giờ sáng theo múi giờ Thái Bình Dương. "Only Girl (In the World)" chính thức được phát hành làm đĩa đơn tải kỹ thuật số vào các ngày 10 và 13 tháng 9 ở nhiều quốc gia trên thế giới. Ngày 21 tháng 9 năm 2010, Rihanna gửi "Only Girl" đến các trạm phát thanh hit đương đại và rhythmic đương đại ở Hoa Kỳ.

## Sáng tác
"Only Girl (In the World)" là một bài hát Eurodance và dance-pop, được soạn theo cung độ Rê trưởng và gán số chỉ nhịp là nhịp 4
4, có tiết tấu trung bình nhanh với 126 nhịp mỗi phút. Phần khí nhạc của bài hát có sử dụng đàn tổng hợp âm thanh synthesizer, "âm bass nặng nề" và nhịp đập electro mạnh, được cho là thủ thuật mở tiệc trong công việc của DJ. Mở đầu ca khúc là nhịp điệu lockstep house và một đoạn riff tổng hợp. Đi sâu vào bài hát, từng yếu tố phụ trong bài hát "Only Girl (In the World)" lần lượt xuất hiện gồm: âm thanh giục giã vang lên của đoạn điệp khúc, đoạn breakbeat dứt khoát như trong quân sự và đàn phím âm thanh tựa như "tiếng guitar có nhiều bàn đạp méo tiếng trộn lẫn cùng lúc". Đoạn thứ hai của "Only Girl (In the World)" mang những nhịp điệu bass rộn ràng và khúc giang tấu được cho là giống như một "vương quốc của thú vui xác thịt". Cây bút Robbie Daw bên trang Idolator ví quá trình sản xuất ca khúc của đội ngũ Stargate giống như "một miếng bánh pho mát khổng lồ trên sàn nhảy, thậm chí còn được phủ lên trên bằng một vài đoạn nhạc đệm trance cổ điển", còn nhà phê bình Brad Wete viết cho Entertainment Weekly thì diễn tả rằng "Only Girl" chính là "phiên bản mạnh mẽ hơn và gợi cảm hơn" so với đĩa đơn năm 2007 "Don't Stop the Music" của Rihanna.
Giọng ca của Rihanna trải rộng tới một rưỡi quãng tám trong bài hát "Only Girl (In the World)", từ nốt trầm nhất là F♯3 cho đến nốt cao nhất là D5, và tông giọng của nữ ca sĩ được cho là "mượt mà" và "cưa cẩm". Phần ca từ của bài hát mang đậm chủ đề tình dục, ham muốn và khao khát của Rihanna được người yêu chú ý và khiến cho cô cảm thấy như mình là người con gái duy nhất trên đời này. Rihanna hát theo kiểu "dâng cả con tim của mình cho một người đàn ông" qua đoạn điệp khúc: "Want you to make me feel like I'm the only girl in the world/ Like I'm the only one that you'll ever love/ Like I'm the only one who knows your heart/ Only girl in the world." Theo tác giả Nick Levine viết cho Digital Spy, đoạn điệp khúc "đập mãnh liệt như một con thỏ lên cơn động kinh." Rihanna dùng tông giọng khêu gợi để thể hiện câu hát, "Baby, I'll tell you all my secrets that I'm keepin'/ You can come inside/ And when you enter, you ain't leavin'/ Be my prisoner for the night." Fraser McAlpine ở phía BBC so sánh nội dung của ca khúc với truyện cổ tích nước Đức "Rapunzel" rằng Rihanna sẽ không sẵn lòng quăng cả bộ tóc cực dài của cô ra khỏi toà tháp cao chỉ vì muốn đưa một người đàn ông lên chỗ cô và làm cho cô thoả mãn, "đặc biệt không phải là một người chưa chuẩn bị tinh thần leo lên chiếc cửa sổ được đặt ở vị trí cao đến đáng sợ của cô ấy." Tom Breihan bên trang Stereogum bày tỏ ngưỡng mộ với "Only Girl (In the World)" và cho rằng đây là bài hát trơ trẽn có "nỗ lực trần trụi trong việc lôi kéo bất kỳ ai vào chế độ hoàn toàn kỳ quái vào thời điểm đoạn điệp khúc cuối cùng vang lên."

## Đánh giá chuyên môn

### Tại thời điểm ra mắt
Sau khi trở thành đĩa đơn mở đường cho Loud, "Only Girl (In the World)" nhận được những đánh giá tích cực từ các nhà phê bình âm nhạc. Bill Lamb từ trang web About.com chấm cho "Only Girl (In the World)" bốn sao rưỡi trên năm sao và chỉ ra các điểm mạnh của bài hát là "đoạn điệp khúc cao chót vót", "những nhịp điệu sẵn sàng cho câu lạc bộ" và "trở về với nền nhạc dance pop quen thuộc của Rihanna". Anh kết luận rằng "sẽ không có gì ngạc nhiên nếu như [Only Girl] đưa Rihanna trở lại vị trí quán quân trên bảng xếp hạng trong năm sau đĩa đơn "Rude Boy", và cũng chỉ ra bài hát còn "thiếu sót một ít chiều sâu nhưng không thành vấn đề".
Cây bút Gerrick D. Kennedy của tờ Los Angeles Times dành cho bài hát những lời nhận xét tích cực, "Mặc dù chúng ta không nhất thiết phải nói rằng Rihanna đã trở lại, bởi cô ấy chẳng đi đâu cả, nhưng cô ấy đang trở lại theo một kiểu cách mới." Sau khi trích dẫn ra một số câu phỏng vấn của Rihanna về "Only Girl", anh cho biết sau khi Rihanna thử nghiệm những điều khủng khiếp với đĩa nhạc thứ tư Rated R thì cô đã quyết định đi theo hướng "gợi cảm, vui nhộn, thích tán tỉnh [và] đầy năng lượng", và kết luận rằng, "Với [những giai điệu của ca khúc] tràn đầy âm bass cho câu lạc bộ và ảnh hưởng của Euro-pop, chưa kể đến đoạn điệp khúc tuyệt hay như bản anh hùng ca, bài hát chắc chắn là một hit." Nhà phê bình Brandon Soderberg soạn bài đánh giá cho Pitchfork phong "Only Girl (In the World)" là "Best New Track" và so sánh phong cách bài hát với Donna Summer, Alicia Bridges, Lady Gaga. Soderberg phân tích rằng đoạn hook trong "Only Girl (In the World)" của Rihanna không chỉ là một khoảnh khắc hấp dẫn và không thể cưỡng lại mà còn là biểu hiện dễ bị tổn thương về mặt cảm xúc của nữ ca sĩ, tương phản với những phân khúc quyết đoán và đoạn bridge gợi cảm của bài hát.
Monica Herrera viết cho tạp chí Billboard khen ngợi nhóm sản xuất bài hát cũng như Rihanna rằng, "[Only Girl] sẽ nhắm thẳng đến mưu đồ thống trị cả sàn nhảy, bởi có một ngôi sao nhạc pop thổ lộ cả con tim mình cho một người đàn ông bằng một bản ca tràn đầy tâm huyết do bộ đôi tạo hit người Na Uy Stargate sản xuất." James Dinh của tờ MTV News khen ngợi "Only Girl (In the World)" về mặt ca từ rằng, sau khi Rihanna khai thác lời bài hát đầy đen tối và sâu lắng trong album trước đó thì "cô ấy đã trở lại cảnh quay sàn nhảy cùng với đĩa đơn mới nhất". Anh đánh giá cao chất giọng của nữ ca sĩ ngọt ngào ở đoạn đầu, sau đó bùng nổ ở đoạn điệp khúc. Nick Levine làm tác giả cho Digital Spy tặng bài hát bốn trên năm sao, gọi đây là "đĩa đơn trở lại để làm hài lòng khán giả". Anh cho rằng bài hát có thể không độc đáo lắm, nhưng có lẽ Rihanna toả sáng vượt trội nhất sau đĩa đơn "Don't Stop the Music". Fraser McAlpine bên đài BBC cũng cho đĩa đơn này bốn sao, và nhận xét rằng "bất kể bạn nghĩ như thế nào về Rihanna, cô ấy rất giỏi trong việc đòi hỏi các bạn phải nghe theo những gì cô ấy phải nói, thậm chí nếu cô ấy có làm bạn tổn thương khi làm điều đó."

### Đánh giá sau này và xếp hạng
Các bài đánh giá cùng xếp hạng ca khúc sau này vẫn dành cho "Only Girl (In the World)" những lời khen ngợi. Năm 2011, tác giả Chloe Govan nhận định, đây là một bài hát đại diện cho cá tính mới mẻ và can đảm của Rihanna, không chỉ thông qua việc thay đổi phong cách mà còn cả âm thanh. Trong một bài đánh giá các ca khúc quán quân cũ vào năm 2023, Tom Breihan bên Stereogum chấm "Only Girl (In the World)" 9 trên 10 điểm. Anh đánh giá cao chất liệu bài hát hoành tráng và đầy kịch tính, cùng với giọng hát của nữ ca sĩ "cơ bắp và uy lực hơn bất cứ điều gì cô ấy đã làm cho đến thời điểm đó". Tuy nhiên, anh cho rằng bài hát vẫn còn thiếu mạch lạc ở phần chuyển giữa phân khúc và điệp khúc, và do đó "Only Girl (In the World)" vẫn chưa phải là ví dụ điển hình nhất về việc Rihanna trở thành nữ diva nhạc house toàn diện.
Năm 2015, James Manning và Nick Levine biên tập cho Time Out xếp "Only Girl (In the World)" ở vị trí thứ 3 trong danh sách 20 bài hát hay nhất của Rihanna. Họ nhận xét ca khúc mang lại cho nữ ca sĩ một giải Grammy nhờ vào tài nghệ kết hợp hoàn hảo giữa âm thanh mãnh liệt và sức mạnh ngôi sao của Rihanna, đặc biệt thể hiện rõ ở phần điệp khúc hồ hởi sôi động. Năm 2017, Pitchfork chọn "Only Girl (In the World)" ở vị trí thứ 10 và nhận định ca khúc đã giải thoát hình ảnh vô tư của Rihanna, thể hiện khía cạnh dễ bị tổn thương và nài nỉ hơn qua nhịp nhạc điện tử, và thu hẹp khoảng cách giữa cảm xúc của diva nhạc house thập niên 90 với cảm xúc tha thiết thường thấy trong các bản hook EDM đương đại. Năm 2018, các tác giả đến từ Rolling Stone xếp "Only Girl (In the World)" ở vị trí thứ 6 trong danh sách 30 bài hát hay nhất của Rihanna và khen ngợi rằng thông qua bài hát, nữ ca sĩ đã đi đầu trong việc củng cố ngôi vị nữ hoàng của thời đại EDM bằng việc thể hiện nét quyến rũ dưới nền nhạc âm thanh organ Europop hưng phấn và nhịp điệu progressive house xập xình.
Năm 2021, biên tập viên Alexis Petridis của The Guardian xếp "Only Girl (In the World)" ở vị trí thứ 8 trong 30 bài hát hay nhất của Rihanna. Anh cho rằng đây chính là một ca khúc dance pop quyến rũ với phần điệp khúc mạnh mẽ giúp đảm bảo vị thế là một bản hit đình đám của Rihanna và bộc lộ chiều sâu cảm xúc đáng ngạc nhiên thông qua ca từ xen kẽ giữa van nài với độc đoán. Bianca Gracie viết cho trang web Uproxx xếp "Only Girl (In the World)" ở vị trí thứ 9 trong danh sách ca khúc của Rihanna và bảo rằng bài hát là sự khởi đầu thành công và sôi động của Rihanna khi đã bước ra khỏi chủ đề đen tối trong album Rated R liền trước của cô, đánh dấu sự thống trị của nữ ca sĩ trong làng nhạc pop với năng lượng dồi dào của "Only Girl (In the World)" tựa như hiệu ứng Guetta và đảm bảo chuỗi hit số một của cô trong năm 2010. Năm 2022, Harrison Brocklehurst trực thuộc The Tab chọn "Only Girl (In the World)" ở vị trí thứ 6 trong danh sách 50 đĩa đơn xuất sắc của Rihanna. Anh ca ngợi quá trình chuyển đổi giai điệu sang nhẹ nhàng hơn của Rihanna và đặc biệt tán dương năng lượng hưng phấn ở phần nhạc khí do Stargate sản xuất đã lan tỏa bùng nổ bài hát. Năm 2023, nhà báo Ed Masley (USA Today) xếp "Only Girl (In the World)" ở vị trí thứ 5 trong danh sách 20 bài hát xuất sắc nhất của Rihanna, viết rằng bản hit Europop đầy hứng khởi của Rihanna đã mang đến nhịp điệu khiêu vũ không thể cưỡng lại cùng với giọng hát đầy nhiệt huyết, khiến cho người thưởng thức phải tìm đến sàn nhảy.

## Diễn biến thương mại

### Tại Bắc Mỹ
Ở Hoa Kỳ, "Only Girl (In the World)" ra mắt ở vị trí thứ 75 trên bảng xếp hạng Billboard Hot 100 vào tuần ngày 25 tháng 9 năm 2010, sang tuần thì nhảy lên vị trí thứ 3 rồi chạm được vị trí quán quân vào tuần số ngày 4 tháng 12 năm 2010, trở thành đĩa đơn quán quân thứ 9 của Rihanna. Trong khi đó, đĩa đơn thứ hai của album Loud là "What's My Name?" (hợp tác cùng với Drake) lại leo lên ngôi đầu bảng Hot 100 sớm hơn tận 2 tuần, giúp Loud lập nên kỷ lục trở thành album đầu tiên trong lịch sử bảng xếp hạng có đĩa đơn chủ đạo leo lên vị trí số một muộn hơn đĩa đơn thứ hai. "Only Girl (In the World)" là bài hát quán quân thứ 4 của Rihanna trong năm 2010, và cô trở thành nghệ sĩ đầu tiên kể từ Usher (năm 2004) có 4 đĩa đơn số một trong cùng một năm. Nữ ca sĩ người Barbados còn có nhiều đĩa đơn quán quân nhất (9) kể từ năm 2000. "Only Girl (In the World)" xuất hiện trong bảng xếp hạng cuối năm 2010 và 2011 Billboard Hot 100 ở vị trí lần lượt là 47 và 40.
"Only Girl (In the World)" ra mắt ở vị trí đầu bảng xếp hạng Digital Songs nhờ vào doanh số bán hàng trong tuần đạt 249.000 bản, trở thành ca khúc quán quân thứ 8 của Rihanna và cũng là ca khúc thứ 6 của cô ra mắt ngay tại vị trí số 1 (nhiều nhất ở cả hai thành tích so với bất kỳ nghệ sĩ nào tính thời điểm bảng xếp hạng này được trình làng vào nằm 2005). Rihanna cũng kéo giãn kỷ lục nghệ sĩ có số đĩa đơn quán quân trên bảng xếp hạng phát thanh Mainstream Top 40 (Pop Songs) nhiều nhất sau khi "Only Girl (In the World)" leo từ vị trí thứ hai sang vị trí thứ nhất vào số ngày 4 tháng 12 năm 2010, và là bài hát quán quân thứ bảy của cô. Bài hát đứng thứ 65 và thứ 33 lần lượt ở bảng xếp hạng cuối năm 2011 Billboard Digital Songs và Pop Songs. "Only Girl (In the World)" là đĩa đơn quán quân thứ 12 của Rihanna ở bảng Dance Club Songs và được xếp thứ 46 ở bảng cuối năm 2010 Billboard. Bài hát nhận được Hiệp hội Công nghiệp Ghi âm Hoa Kỳ (RIAA) chứng nhận đĩa 6× bạch kim với tổng doanh số bản thuần được bán ra là 3,6 triệu bản tính từ tháng 6 năm 2015. Tại Canada, "Only Girl (In the World)" ra mắt ở vị trí thứ 65 trong tuần số ngày 25 tháng 9 năm 2010, và leo lên vị trí dẫn đầu vào tuần kế tiếp. Vào số ngày 6 tháng 11 năm 2011, bài hát trở lại vị trí số một trong ba tuần liên tiếp, và tiếp tục trụ hạng trong vòng 36 tuần không liên tục. "Only Girl" xuất hiện trở lại bảng xếp hạng Canada ở vị trí thứ 50 vào số ngày 25 tháng 2 năm 2023, nhờ vào hiệu ứng của chương trình giữa hiệp Super Bowl LVII.

### Tại Anh Quốc và các khu vực khác
Tại Anh Quốc, "Only Girl (In the World)" ra mắt ở vị trí thứ 2 ở bảng UK Singles Chart vào ngày 31 tháng 10 năm 2010, với 126.000 bản được bán ra. Tuy nhiên trong tuần đó, "Promise This" của Cheryl Cole cũng ra mắt ở vị trí đầu bảng do có doanh số cao hơn là 157.000 bản được bán ra, và cả Cole lẫn Rihanna đều là hai ca sĩ có doanh số tiêu thụ trong tuần cao nhất và cao nhì trong năm. Sang tuần, "Only Girl" leo lên được vị trí số một và nắm giữ trong vòng hai tuần liên tiếp. Bài hát trở thành đĩa đơn quán quân thứ 4 của Rihanna ở Anh Quốc, sau "Umbrella" (2007), "Take a Bow" (2008) và "Run This Town" (2009). Đến tháng 12 năm 2011, "Only Girl (In the World)" trở thành bài hát thứ 108 bán được hơn 1 triệu bản thuần ở Anh Quốc, 15 đối với nghệ sĩ nữ, đầu tiên đối với Rihanna nếu tính solo và thứ 2 khi tính hợp tác. Đĩa triệu bản thứ 107 thuộc về "Love the Way You Lie" của Eminem cách đây sáu tuần, và đó cũng là bài hát mà Rihanna hợp tác với nghệ sĩ khác.
Rihanna là nghệ sĩ không phải là người Anh hay là người Bắc Mỹ thứ hai bán được triệu bản, nghệ sĩ đầu tiên thuộc về ca sĩ người Đan Mạch Whigfield với bài hát năm 1994 của bà, "Saturday Night". Trong thời điểm đó, một nghệ sĩ nữ khác có hai bài hát tiêu thụ được triệu bản là ca sĩ người Canada Celine Dion, nhưng sau này bị hai đĩa đơn triệu bản khác của Rihanna là "We Found Love" (2011) và "Diamonds" (2012) phá kỷ lục. "Only Girl (In the World)" là ca khúc bán chạy thứ 19 của một nữ nghệ sĩ và là thứ 99 nếu tính mọi thời đại tại Anh Quốc. Bài hát lần lượt là đĩa đơn bán chạy thứ 4 và thứ 68 trong năm 2010 và 2011, và đồng thời được Công nghiệp ghi âm Anh (BPI) chứng nhận Bạch kim nhờ doanh số đặt mua vượt qua 600.000 bản, và bán được 1.080.000 bản. "Only Girl (In the World)" đạt vị trí số một ở bảng UK Single Downloads Chart và Singles Chart ở Scotland.
Tại Úc, "Only Girl (In the World)" ra mắt ở vị trí số 1 trong tuần ngày 3 tháng 10 năm 2010 và đạt vị trí này trong vòng 4 tuần không liên tiếp. Năm 2015, ca khúc được Hiệp hội Công nghiệp ghi âm Úc (ARIA) chứng nhận đĩa 7× Bạch kim. Ở New Zealand, "Only Girl" gia nhập bảng xếp hạng ở vị trí đầu bảng và được Hiệp hội Công nghiệp ghi âm New Zealand (RIANZ) chứng nhận đĩa 4× Bạch kim. Tại Pháp, bài hát vươn lên hạng 2 và bán được 145.000 bản tính đến tháng 1 năm 2011. Phía bên nước Đức, "Only Girl (In the World)" cũng leo lên được hạng 2 và được BVMI chứng nhận đĩa 5× Vàng vào năm 2023. Đĩa đơn đạt vị trí quán quân ở các bảng xếp hạng của Ireland, Áo, Bỉ, Ba Lan, Ý, Romania, Hungary, Na Uy và Slovakia.

## Video âm nhạc

Video âm nhạc "Only Girl (In the World)" và một số trang phục của Rihanna ở các cảnh quay

Anthony Mandler là người đạo diễn cho video âm nhạc của "Only Girl (In the World)" tại một địa điểm nằm ở hướng vài giờ bên ngoài thành phố Los Angeles, và video âm nhạc được phát sóng trực tiếp vào ngày 13 tháng 10 năm 2010. Trước khi quay phim, Rihanna gửi hình chụp và đoạn video tham chiếu cho một vài đạo diễn hàng đầu để hy vọng họ thiết kế ý tưởng mà cô thực sự mong muốn, nhưng đa phần những kịch bản mà họ đưa ra trông giả tạo và không ăn ý với nữ ca sĩ. Rihanna cho rằng của Mandler là phù hợp nhất, sau khi anh chọn ra một chùm hình hỗn tạp từ mới nhất đến cách đây 9 năm và gửi cho cô xem thử. Trong quá trình quay phim, tuy nữ ca sĩ gặp khó khăn do nơi quay phim là chỗ cư trú của nhiều loài sâu bọ và rắn bò sát nhưng cô vẫn nghĩ rằng sản phẩm cuối cùng vẫn sẽ trông đẹp mắt. Phỏng vấn với trang web JustJared.com, Rihanna kể lại quá trình quay video ở "khung cảnh rộng lớn" và lựa chọn chủ đề đơn giản rằng:
"Đó là một cảnh quan thực sự rất đẹp ở những nơi rất rất rất điên rồ thế này. Chúng tôi chọn quay ở những phong cảnh mà chúng tôi tìm thấy nằm ở hướng vài giờ bên ngoài LA. Nơi đó trông không thật lắm. Trông thật là giả tạo, giống như những bức bưu thiếp đính kèm hình đồi núi xinh đẹp vậy. Mặc dù tụi tôi chịu nắng chói vài hôm, nhưng thực sự như vậy mới ăn hợp cả bản chất của video. Mà cũng phải nói, video chỉ cần chiếu những vùng đất rộng lớn và chỉ có một người duy nhất ở đó là tôi thôi, cũng đủ rồi."

Nội dung video diễn tả lại sự vô tư buông thả trong lời bài hát và hầu như không có cốt truyện, nhằm ám chỉ Rihanna là "cô gái duy nhất trên thế giới" đang hát và không có bất cứ một bóng người nào. Đa phần hình ảnh của Rihanna trong video đều là đi nghênh ngang vòng quanh những vùng đồi, mặc áo len tay dài bằng vải nỉ và váy ngắn, rồi đến cảnh cô diện áo ngực nịt khung cùng váy bông hoa ngắn, và cuối cùng là cô mặc một bộ áo ngực trắng quần ngắn có váy phủ ngoài. Cây viết đánh giá Jason Lipshutz bên Billboard mô tả những đoạn khác trong video gồm có: cảnh xung quanh Rihanna là những bong bóng nhiều màu sắc, cảnh nữ ca sĩ ngồi trên một chiếc xích đu treo giữa trời, hoặc nằm lên thảm hoa và sau đó nhảy múa trước một cái cây đầy đèn sáng nhấp nháy, khắc hoạ thêm cho hình ảnh siêu thực. Tom Breihan thì để ý đến cảnh nữ ca sĩ vừa hát đoạn bridge vừa ngồi ở trên đỉnh một tòa tháp tập thể thao môn leo trèo vượt địa hình lơ lửng giữa không trung kỳ lạ. Anh cho rằng toàn bộ sự việc dường như diễn ra ở một vùng đất mộng mơ giả tưởng nào đó. Rihanna tiếp tục bảo với JustJared.com rằng các cảnh quay khi đó tuy điên rồ và đáng sợ thật nhưng vẫn rất vui.
Người hâm mộ của Rihanna tâm đắc cảnh tượng vui vẻ và thong thả của nữ ca sĩ trong video, còn các cây viết đánh giá thì để ý đến vẻ nữ tính trong đó. Tanner Stransky của Entertainment Weekly khen ngợi khung cảnh đơn giản của video, và bảo rằng "[điều đó] giống như Rihanna đang trò chuyện với bạn trực diện vậy. Bạn chính là người xem, và cô ấy là người duy nhất của bạn đang đứng giữa cảnh vật cuồn cuộn, đẹp đẽ và bát ngát như nuốt chửng cả thế giới. Đó là hiệu ứng khiến cho bạn tập trung thẳng vào [Rihanna], và cô ấy đang ẩn mình trong những bộ trang phục quyến rũ." Học giả Mikael Häggbom nhận định rằng việc đổi tông màu giúp tăng sức hấp dẫn cho video âm nhạc. Joyce Lee từ CBS viết: "Rihanna chính thức thoát khỏi những ngày tháng Rated R ảm đạm và trở nên nữ tính hơn, vui vẻ hơn với video âm nhạc mới." Ngòi bút Seth Sommerfield viết cho Spin lặp lại lời bình của Lee và ca ngợi video âm nhạc thật "kỳ quái [và] đẹp đẽ". Còn Brittany Talarico bên tạp chí OK! thì khen ngợi nỗ lực chuyển chủ đề của Rihanna và ghi: "Tạm biệt gai và da và xin chào nơ và hoa! Rihanna trông giống như một người đẹp bơ vơ trong thước phim ca nhạc mới nhất của cô ấy với bản hit đầy lạc quan 'Only Girl (In the World)'. Cô ấy đã thay đổi vẻ ngoài nữ tính, gai góc của mình để có được vẻ ngoài mềm mại hơn - và được xoã mái tóc đỏ rực của mình xuống một cách thư thái!" Cuối năm 2010, trang VH1 xếp "Only Girl (In the World)" ở vị trí thứ 13 trong danh sách 40 video âm nhạc hàng đầu của năm. Từ thời điểm ra mắt "Umbrella" đến cuối tháng 1 năm 2016, Natalie Weiner đến từ Billboard chọn "Only Girl (In the World)" làm 11 video âm nhạc xuất sắc nhất của Rihanna.

## Biểu diễn trực tiếp

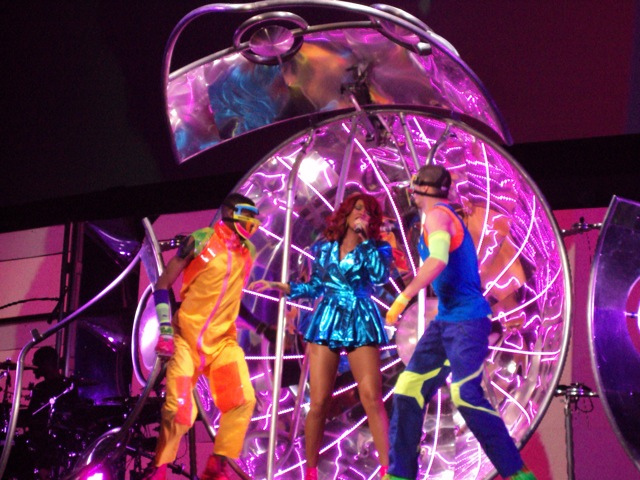
Rihanna biểu diễn "Only Girl (In the World)" ở chuyến lưu diễn Loud Tour (2011)

Rihanna lần đầu biểu diễn "Only Girl (In the World)" và phiên bản solo của "What's My Name?" trên Saturday Night Live tại thành phố New York vào ngày 30 tháng 10 năm 2010. Sang ngày kế tiếp, cô bay đến Luân Đôn để biểu diễn "Only Girl" cho The X Factor. Ngày 7 tháng 11, Rihanna biểu diễn bài hát tại lễ trao giải Âm nhạc châu Âu của MTV năm 2010 tại Madrid. Hai ngày tiếp theo, nữ ca sĩ người Barbados mặc bộ bikini họa tiết bông hoa, mang đôi ủng và để tóc thắt bím đuôi heo màu đỏ trình diễn "Only Girl (In the World)" tại The X Factor phiên bản nước Ý. Hôm sau, cô lại tiếp tục sang Pháp để biểu diễn ca khúc cho Le Grand Journal, trên sân khấu toàn là bóng bay màu trắng. Rihanna trở lại Luân Đôn vào ngày 11 tháng 11 để ghi hình cho cuộc phỏng vấn cho chương trình trò chuyện The Graham Norton Show và hát "Only Girl (In the World)". Trong quá trình quảng bá album Loud, vào ngày 17 tháng 11, nữ ca sĩ người Barbados biểu diễn "Only Girl" và "What's My Name?" ở chương trình Good Morning America phát sóng trên kênh ABC. Rihanna mở màn giải thưởng Âm nhạc Mỹ năm 2010 hát liên khúc medley với ca khúc trong album Loud. Cô bắt đầu tiết mục bằng cách hát chay "Love the Way You Lie (Part II)" và ngồi trên cây đèn phát sáng và phần dưới là "một cánh đồng cỏ úa màu xám." Rihanna sau đó nhảy xuống và biểu diễn phiên bản solo của "What's My Name?" rồi đến bản ngắn của "Only Girl (In the World)". Theo Mawuse Ziegbe biên tập cho MTV News, nữ ca sĩ đã "khởi động chủ đề hòn đảo" lúc những người đánh trống mặc trang phục bộ lạc vây quanh cô.
Rihanna biểu diễn phiên bản ngắn "Only Girl (In the World)" tại lễ trao giải Brit lần thứ 31 vào ngày 15 tháng 2 năm 2011, liên khúc với hai đĩa đơn khác trong album Loud: "S&M" và "What's My Name?". Ban đầu Rihanna dự định chỉ biểu diễn mỗi "S&M" trùng ngày ra mắt tại Anh Quốc, nhưng cô đành phải hợp tác theo Brit Awards là "giảm bớt ca từ liên quan đến tình dục trong lời bài hát". Hôm đó, nữ ca sĩ người Barbados đã tức giận vì bị yêu cầu thay đổi tiết mục và biểu diễn một bài hát khác. Tuy nhiên, Rihanna cũng đồng ý thay đổi bởi vì tập đoàn Brit Awards muốn tránh những lời than phiền tương tự như buổi công chiếu chung kết The X Factor loạt thứ bảy vào ngày 11 tháng 12 năm 2010. Rihanna trở thành nghệ sĩ khách mời tại NBA All-Star Game vào ngày 20 tháng 2 năm 2011 và biểu diễn liên khúc "Umbrella", "Only Girl (In the World)", "Rude Boy", "What's My Name?" (cùng Drake) và "All of the Lights" (cùng Kanye West). Rihanna trình diễn "Only Girl (In the World)", "California King Bed", "What's My Name?" và "S&M" ở loạt "Toyota Concert Series" của chương trình Today phát sóng trên đài NBC tại New York. Ở chuyến lưu diễn Last Girl on Earth tại chặng Úc vào tháng 2 năm 2011, Rihanna bổ sung "Only Girl (In the World)" cùng với các bài hát khác trong Loud vào trong danh sách tiết mục. "Only Girl" còn xuất hiện trong chuyến lưu diễn Loud, 777 và Diamonds World Tour, và là tiết mục mở đầu của nữ ca sĩ người Barbados tại Radio 1's Hackney Weekend vào ngày 24 tháng 6 năm 2012. Cô cũng biểu diễn bài hát ở Giải Video âm nhạc của MTV năm 2016 và đưa bài hát vào trong chương trình giữa hiệp của Super Bowl LVII.

## Sử dụng
Năm 2010, nhóm nhạc Anh Quốc One Direction hát lại "Only Girl (In the World)" tại The X Factor. Nữ ca sĩ người Mỹ Ariana Grande thể hiện ca khúc "theo phong cách cổ điển cực kỳ Broadway" tại Skating/Gymnastics Spectacular vào năm 2011. Katy Perry cover lại "Only Girl (In the World)" trong phần liên khúc acoustic với "Whip My Hair" của Willow Smith ở chuyến lưu diễn California Dreams Tour (2011). Ellie Goulding cover ca khúc trong buổi góp mặt của cô ở Radio 1's Live Lounge, và phần thu âm được phát hành trong mặt B đĩa đơn "Lights" của cô. Nhóm nhạc thể loại thể nghiệm Xiu Xiu trình diễn ca khúc ở đĩa đơn 7 inch vào năm 2011. Năm 2019, Kelly Clarkson biểu diễn "Only Girl (In the World)" trong chương trình trò chuyện ban ngày The Kelly Clarkson Show của cô.
"Only Girl (In the World)" xuất hiện trong trò chơi điện tử Just Dance 3 và trong tựa trò chơi hành động phiêu lưu Grand Theft Auto V ở tính năng đài phát thanh Non-Stop-Pop FM khi người chơi sử dụng phương tiện. Ca khúc cũng có mặt trong bộ phim hoạt hình Hành trình trở về năm 2015 của DreamWorks Animation.

## Danh sách ca khúc
| - Tải xuống kỹ thuật số 1. "Only Girl (In the World)" – 3:55 - Tải xuống kỹ thuật số (Extended Club) 1. "Only Girl (In the World)" (Extended Club) – 5:38 - Đĩa đơn CD Đức 1. "Only Girl (In the World)" – 3:55 2. "Only Girl (In the World)" (Extended Club Mix) – 5:39 - Đĩa đơn CD Anh Quốc 1. "Only Girl (In the World)" (Phiên bản album) – 3:55 2. "Only Girl (In the World)" (Không lời) – 3:55 | - Đĩa đơn kỹ thuật số (Các bản phối lại) 1. "Only Girl (In the World)" (The Bimbo Jones Radio) – 3:52 2. "Only Girl (In the World)" (Rosabel's "Only Radio Edit In The World") – 4:09 3. "Only Girl (In the World)" (Mixin Marc & Tony Svejda Radio Mix) – 4:10 4. "Only Girl (In the World)" (CCW Radio Mix) – 3:42 5. "Only Girl (In the World)" (The Bimbo Jones Club) – 7:17 6. "Only Girl (In the World)" (Rosabel's "Only Club In The World") – 8:35 7. "Only Girl (In the World)" (Mixin Marc & Tony Svejda Club Mix) – 6:25 8. "Only Girl (In the World)" (CCW Blow It Up Club Mix) – 9:44 9. "Only Girl (In the World)" (The Bimbo Jones Dub) – 7:32 10. "Only Girl (In the World)" (Rosabel's "Only Dub In The World") – 8:21 11. "Only Girl (In the World)" (Mixin Marc & Tony Svejda Instrumental) – 6:23 12. "Only Girl (In the World)" (CCW Dub) – 7:27 |

## Đội ngũ thực hiện
Thành phần thực hiện được trích từ ghi chú của Loud, Def Jam Recordings và SRP Records.
Thu âm và phối khí
- Thu âm tại Roc the Mic Studios ở New York, Westlake Recording Studios ở Los Angeles, California và The Bunker Studios ở Paris, Pháp.
- Phối khí tại The Bunker Studios ở Paris, Pháp và The Ninja Beat Club ở Atlanta.

Đội ngũ
| - Giọng hát chính – Rihanna - Viết lời – Crystal Johnson, Mikkel S. Eriksen, Tor Erik Hermansen, Sandy Wilhelm - Sản xuất – Stargate, Sandy Vee - Thu âm nhạc nền - Mikkel S. Eriksen, Miles Walker, Sandy Vee - Sản xuất giọng hát – Kuk Harrell - Thu âm giọng hát – Kuk Harrell, Josh Gudwin, Marcos Tovar | - Hỗ trợ thu âm – Inaam Haq, Dane Liska, Brad Shea - Nhạc cụ – Mikkel S. Eriksen, Tor Erik Hermansen, Sandy Vee - Phối nhạc – Sandy Vee, Phil Tan - Hỗ trợ kỹ thuật – Damien Lewis - Giọng bè – Crystal Johnson |

## Giải thưởng
| Năm  | Lễ trao giải                        | Hạng mục                                | Kết quả   | Chú thích |
| ---- | ----------------------------------- | --------------------------------------- | --------- | --------- |
| 2011 | Giải Grammy lần thứ 53              | Thu âm nhạc dance/điện tử xuất sắc nhất | Đoạt giải | [ 135 ]   |
| 2011 | Giải thưởng Âm nhạc Dance Quốc tế   | Bài hát Pop Dance xuất sắc nhất         | Đề cử     | [ 136 ]   |
| 2011 | Giải thưởng Âm nhạc Dance Quốc tế   | Bài hát R&B/Urban Dance xuất sắc nhất   | Đoạt giải | [ 136 ]   |
| 2011 | Giải thưởng Âm nhạc Soul Train 2011 | Màn trình diễn nhạc Dance xuất sắc nhất | Đề cử     | [ 137 ]   |
| 2011 | Giải thưởng Âm nhạc Pop ASCAP       | Bài hát được biểu diễn nhiều nhất       | Đoạt giải | [ 138 ]   |
| 2012 | Giải thưởng Âm nhạc Pop ASCAP       | Bài hát được biểu diễn nhiều nhất       | Đoạt giải | [ 139 ]   |
| 2012 | Giải BMI                            | Giải BMI Pop                            | Đoạt giải | [ 140 ]   |

## Bảng xếp hạng
| Bảng xếp hạng (2010–2011)                 | Vị trí cao nhất |
| ----------------------------------------- | --------------- |
| Úc (ARIA)                                 | 1               |
| Úc Urban (ARIA)                           | 1               |
| Áo (Ö3 Austria Top 40)                    | 1               |
| Bỉ (Ultratop 50 Flanders)                 | 2               |
| Bỉ Dance (Ultratop Flanders)              | 2               |
| Bỉ (Ultratop 50 Wallonia)                 | 1               |
| Bỉ Dance (Ultratop Wallonia)              | 2               |
| Canada (Canadian Hot 100)                 | 1               |
| CIS (Tophit)                              | 14              |
| Cộng hòa Séc (Rádio Top 100)              | 5               |
| Đan Mạch (Tracklisten)                    | 2               |
| Châu Âu (European Hot 100 Singles)        | 1               |
| Phần Lan (Suomen virallinen lista)        | 2               |
| Pháp (SNEP)                               | 2               |
| Đức (GfK)                                 | 2               |
| Hungary (Dance Top 40)                    | 4               |
| Hungary (Rádiós Top 40)                   | 1               |
| Ireland (IRMA)                            | 1               |
| Ý (FIMI)                                  | 1               |
| Nhật Bản (Japan Hot 100)                  | 8               |
| Luxembourg Digital Song Sales (Billboard) | 2               |
| Hà Lan (Dutch Top 40)                     | 2               |
| Hà Lan (Single Top 100)                   | 2               |
| New Zealand (Recorded Music NZ)           | 1               |
| Na Uy (VG-lista)                          | 1               |
| Ba Lan (Polish Airplay Top 100)           | 1               |
| Ba Lan (Dance Top 50)                     | 1               |
| Bồ Đào Nha Digital Song Sales (Billboard) | 1               |
| Romania (Romanian Top 100)                | 3               |
| Romania (Romania Radio Airplay)           | 1               |
| Romania (Romania TV Airplay)              | 1               |
| Nga Airplay (Tophit)                      | 22              |
| Scotland (OCC)                            | 1               |
| Slovakia (Rádio Top 100)                  | 1               |
| Tây Ban Nha (PROMUSICAE)                  | 2               |
| Thụy Điển (Sverigetopplistan)             | 2               |
| Thụy Sĩ (Schweizer Hitparade)             | 2               |
| Anh Quốc (OCC)                            | 1               |
| Ukraina Airplay (Tophit)                  | 31              |
| Hoa Kỳ Billboard Hot 100                  | 1               |
| Hoa Kỳ Adult Contemporary (Billboard)     | 17              |
| Hoa Kỳ Adult Pop Airplay (Billboard)      | 11              |
| Hoa Kỳ Dance Club Songs (Billboard)       | 1               |
| Hoa Kỳ Hot Latin Songs (Billboard)        | 14              |
| Hoa Kỳ Pop Airplay (Billboard)            | 1               |
| Hoa Kỳ Rhythmic (Billboard)               | 1               |

| Bảng xếp hạng (2023)                          | Vị trí cao nhất |
| --------------------------------------------- | --------------- |
| Canada (Canadian Hot 100)                     | 50              |
| Thế giới Global 200 (Billboard)               | 74              |
| Hoa Kỳ Digital Song Sales (Billboard)         | 11              |
| Hoa Kỳ Hot Dance/Electronic Songs (Billboard) | 4               |

| Bảng xếp hạng (2010)                 | Vị trí |
| ------------------------------------ | ------ |
| Úc (ARIA)                            | 7      |
| Úc Urban (ARIA)                      | 4      |
| Áo (Ö3 Austria Top 40)               | 18     |
| Bỉ (Ultratop 50 Flanders)            | 22     |
| Bỉ (Ultratop 50 Wallonia)            | 22     |
| Canada (Canadian Hot 100)            | 30     |
| CIS (TopHit)                         | 183    |
| Đan Mạch (Tracklisten)               | 15     |
| Pháp (SNEP)                          | 17     |
| Đức (Official German Charts)         | 18     |
| Hungary (Dance Top 40)               | 92     |
| Hungary (Rádiós Top 40)              | 75     |
| Ireland (IRMA)                       | 5      |
| Ý (FIMI)                             | 40     |
| Hà Lan (Dutch Top 40)                | 22     |
| Hà Lan (Single Top 100)              | 23     |
| New Zealand (RMNZ)                   | 14     |
| Tây Ban Nha (PROMUSICAE)             | 26     |
| Thụy Điển (Sverigetopplistan)        | 8      |
| Thụy Sĩ (Schweizer Hitparade)        | 11     |
| Anh Quốc (OCC)                       | 4      |
| Hoa Kỳ Billboard Hot 100             | 47     |
| Hoa Kỳ Dance Club Songs (Billboard)  | 46     |
| Hoa Kỳ Mainstream Top 40 (Billboard) | 45     |
| Hoa Kỳ Rhythmic (Billboard)          | 48     |

| Bảng xếp hạng (2011)                  | Vị trí |
| ------------------------------------- | ------ |
| Úc (ARIA)                             | 74     |
| Úc Urban (ARIA)                       | 24     |
| Áo (Ö3 Austria Top 40)                | 67     |
| Bỉ (Ultratop 50 Flanders)             | 68     |
| Bỉ (Ultratop 50 Wallonia)             | 70     |
| Canada (Canadian Hot 100)             | 27     |
| Đức (Official German Charts)          | 82     |
| Hungary (Dance Top 40)                | 29     |
| Hungary (Rádiós Top 40)               | 15     |
| Nhật Bản (Japan Hot 100)              | 94     |
| Hà Lan (Dutch Top 40)                 | 54     |
| Hà Lan (Single Top 100)               | 92     |
| Romania (Romanian Top 100)            | 44     |
| Nga Airplay (TopHit)                  | 170    |
| Thụy Điển (Sverigetopplistan)         | 32     |
| Thụy Sĩ (Schweizer Hitparade)         | 42     |
| Anh Quốc (OCC)                        | 68     |
| Ukraina Airplay (TopHit)              | 198    |
| Hoa Kỳ Billboard Hot 100              | 40     |
| Hoa Kỳ Adult Contemporary (Billboard) | 37     |
| Hoa Kỳ Adult Top 40 (Billboard)       | 43     |
| Hoa Kỳ Latin Pop Songs (Billboard)    | 30     |
| Hoa Kỳ Mainstream Top 40 (Billboard)  | 33     |
| Hoa Kỳ Rhythmic (Billboard)           | 23     |

| Bảng xếp hạng (2023)                          | Vị trí |
| --------------------------------------------- | ------ |
| Hoa Kỳ Hot Dance/Electronic Songs (Billboard) | 52     |

| Bảng xếp hạng  | Vị trí |
| -------------- | ------ |
| Anh Quốc (OCC) | 99     |

## Chứng nhận
| Quốc gia | Chứng nhận   | Số đơn vị/doanh số chứng nhận |
| --- | ------------ | ----------------------------- |
| Úc (ARIA) | 7× Bạch kim  | 490.000^                      |
| Bỉ (BEA) | Bạch kim     | 30.000*                       |
| Brasil (Pro-Música Brasil) | 2× Kim cương | 500.000‡                      |
| Đan Mạch (IFPI Đan Mạch) | 2× Bạch kim  | 180.000‡                      |
| Pháp | —            | 205.000                       |
| Đức (BVMI) | 5× Vàng      | 1.250.000‡                    |
| Ý (FIMI) | Bạch kim     | 30.000*                       |
| New Zealand (RMNZ) | 4× Bạch kim  | 120.000‡                      |
| Tây Ban Nha (PROMUSICAE) | Bạch kim     | 60.000‡                       |
| Thụy Điển (GLF) | 4× Bạch kim  | 80.000‡                       |
| Thụy Sĩ (IFPI) | 2× Bạch kim  | 60.000^                       |
| Anh Quốc (BPI) | 4× Bạch kim  | 2.400.000‡                    |
| Hoa Kỳ (RIAA) | 7× Bạch kim  | 7.000.000‡                    |
| * Chứng nhận dựa theo doanh số tiêu thụ. ^ Chứng nhận dựa theo doanh số nhập hàng. ‡ Chứng nhận dựa theo doanh số tiêu thụ và phát trực tuyến. |              |                               |

## Lịch sử phát hành
| Khu vực  | Ngày                 | Định dạng                                                      | Phiên bản     | Hãng           | Chú thích     |
| -------- | -------------------- | -------------------------------------------------------------- | ------------- | -------------- | ------------- |
| Nhiều    | 10 tháng 9 năm 2010  | Tải kỹ thuật số                                                | Gốc           | Island Def Jam | [ a ]         |
| Nhiều    | 13 tháng 9 năm 2010  | Tải kỹ thuật số                                                | Gốc           | Island Def Jam | [ b ]         |
| Hoa Kỳ   | 21 tháng 9 năm 2010  | Đài phát thanh hit đương đại Đài phát thanh rhythmic đương đại | Gốc           | Island Def Jam | [ 23 ] [ 24 ] |
| Anh Quốc | 25 tháng 10 năm 2010 | CD                                                             | Gốc Không lời | Mercury        | [ 133 ]       |
| Anh Quốc | 25 tháng 10 năm 2010 | Tải kỹ thuật số                                                | Gốc           | Mercury        | [ 253 ]       |